# Velké Heřmanice
Velké Heřmanice jsou část obce Heřmaničky v okrese Benešov. Leží 1,5 km na severozápad od Heřmaniček a 20 km na jihozápad od Benešova. Část obce spolu s obcí Heřmaničky leží v okrese Benešov a spadá pod obec s rozšířenou působností Votice.

## Historie
První písemná zmínka o vesnici pochází z roku 1378.

## Pamětihodnosti
- Usedlost čp. 21

## Další fotografie

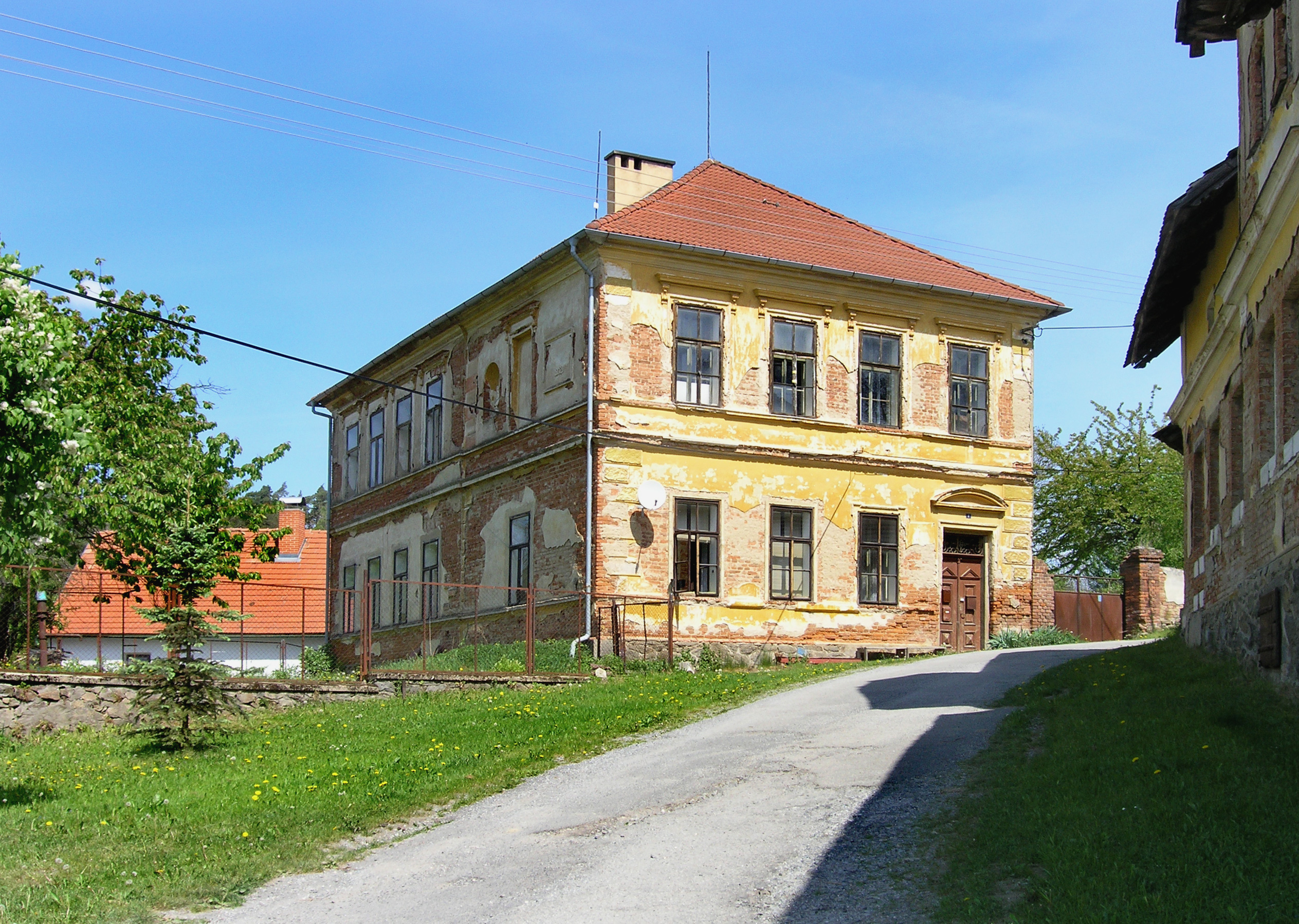
Bývalá škola
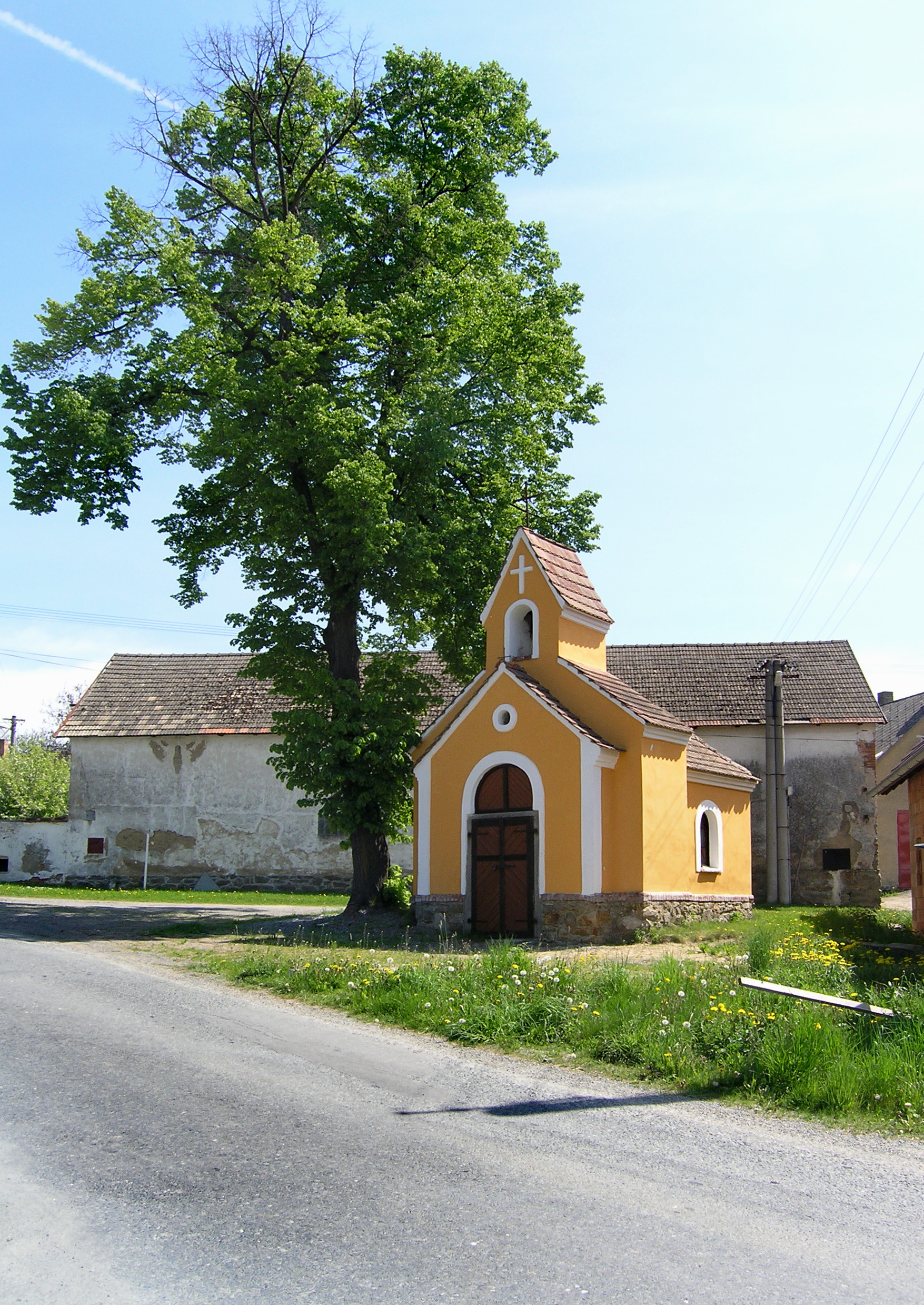
Kaple na návsi
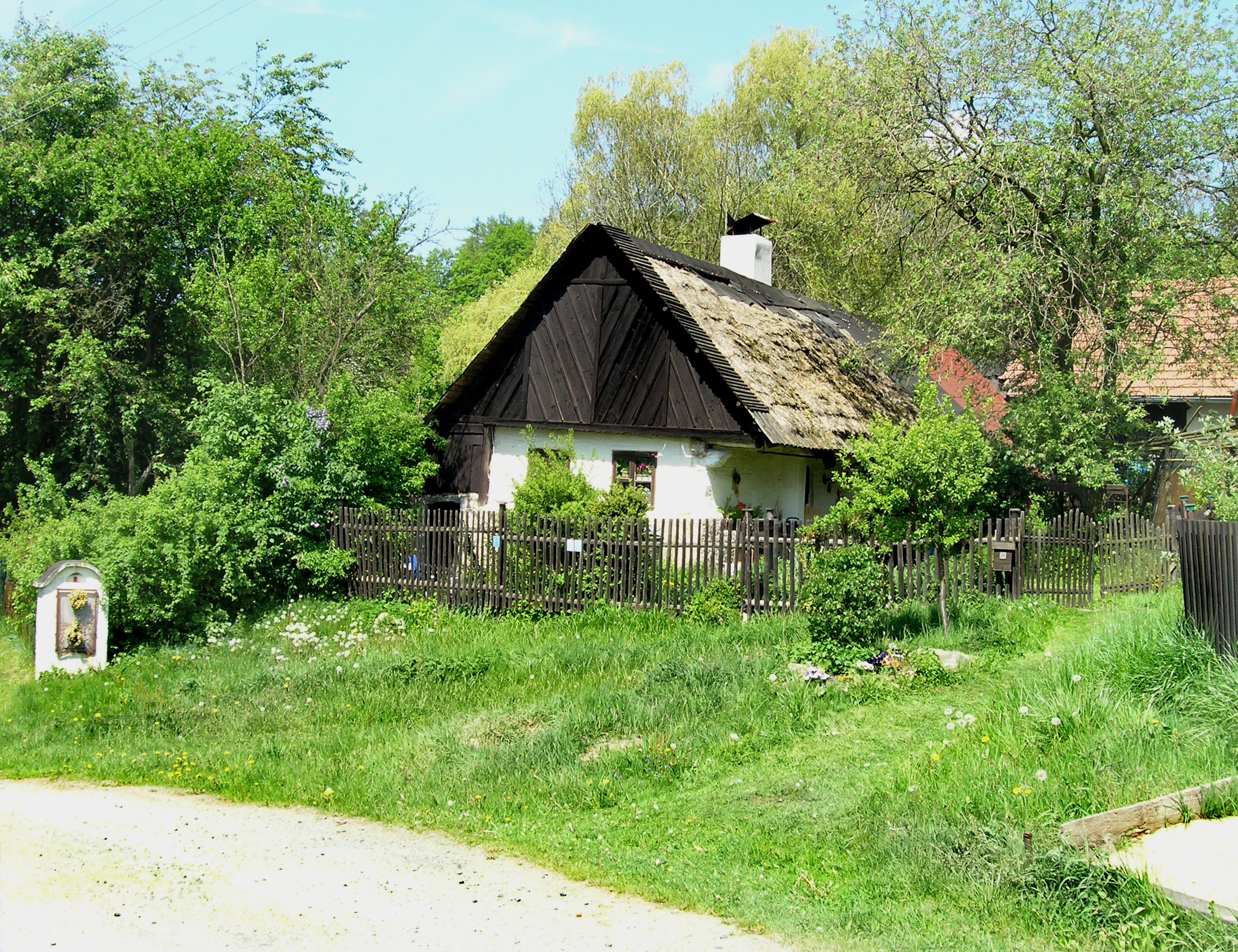
Chalupa s doškovou střechou